# Legionella rowbothamii
Legionella rowbothamii (лат.) — грамотрицательная, каталаза-положительная, оксидаза-отрицательная бактерия из рода легионелл, которая была выделена из воды и слизи на стенках охладительной башни промышленного оборудования для производства сжиженого газа. Может расти на буферном угольно-дрожжевом агаре, требует цистеин для роста.